# Les Nouvelles niçoises
Pour les articles homonymes, voir NN.
Les Nouvelles niçoises (NN) sont un journal niçois de politique, sport et culture, souvent considéré comme l’organe du mouvement régionaliste niçois Ligue pour la restauration des libertés niçoises (LRLN), mouvement fondé par Alain Roullier.
Mensuel, il a pour projet à long terme de concurrencer Nice-Matin. Il présente en outre l'actualité locale et se veut le défenseur de l'identité niçoise.
Deux autres publications locale défendirent le particularisme niçois, l'une dans une optique pro-italienne  fut Il Pensiero di Nizza (1871-1895) - publié en italien, ce journal fut finalement supprimé par les autorités françaises - l'autre fut Le Petit Niçois, quotidien de sensibilité centre gauche arrêté en 1944 puis republié mensuellement depuis 30 septembre 1996.

## Diffusion
Depuis 2003, sa parution a été régulière, mensuelle ou bimensuelle, hors les mois d’été,  jusqu’en 2008. Le numéro 55 est paru en mai 2010.  Le tirage de ce journal qui était initialement de 15 000 à 30 000 exemplaires jusqu’à 2005, a été porté de 35 000 à 50 000 exemplaires, selon les numéros, depuis 2006, jusqu’à ce jour. Son tirage a été ponctuellement plus élevé.
Il est diffusé dans la ville de Nice et ses alentours, notamment à Cagnes-sur-Mer et Saint-Laurent-du-Var, souvent jusqu'à Monaco. Un millier de journaux est réservé aux abonnés, un certain nombre est distribué en boîte aux lettres par les membres de l’association.
Ces chiffres de diffusion ne sont pas vérifiés par l’OJD.

## Ligne éditoriale
Ce journal a été créé pour défendre et promouvoir l’identité niçoise. Il vulgarise l’histoire jugée méconnue ou occultée de Nice, par la publication de nombreux articles et de documents originaux anciens. 
De même, il se déclare contrepoids au quotidien Nice-Matin qui, du fait de la crise de la presse écrite, fait figure de monopole de presse local. 
Il soutient également les auteurs niçois : depuis sa création 172 articles sont parus afin de faire connaître leurs ouvrages. 
De même, les Nouvelles niçoises  soutiennent et suivent de près les événements de l’équipe de football de l’OGC Nice (ou OGCN) 
ainsi que les supporters niçois, dont ceux de la BSN (Brigade Sud Nice)  qui a été dissoute le 29 avril 2010 par décret du ministère de l'Intérieur.

## Condamnation pour injure
Le 5 janvier 2007, le directeur des Nouvelles niçoises est condamné par le tribunal correctionnel de Nice à une amende de 3 000 euros avec sursis pour injure envers le maire de Nice Jacques Peyrat, qui avait été pris à partie dans un éditorial dans lequel il était tutoyé et accusé de  « très haute insuffisance ».
Jugement réformé par la Cour d'Appel en date du 25 juin 2007 consulté[Où ?] le 21 octobre 2010.[réf. nécessaire]